# Eduardo Capetillo
Eduardo Capetillo (n. 13 aprilie 1970, Ciudad de México, Mexic) este un actor de origine mexicană.

## Telenovele
| An   | Titlu        | Titlu original                  | Rol                             |
| ---- | ------------ | ------------------------------- | ------------------------------- |
| 2008 |              | En Nombre del Amor              | Javier Espinoza de los Monteros |
| 2007 |              | Fuego en la sangre              |                                 |
| 2007 | La madrastra | La Madrastra                    | Leonel                          |
| 2005 |              | Peregrina                       | Rodolfo/Aníbal                  |
| 2004 |              | Amy, la nina de la mochila azul | Octavio Betancourt              |
| 2002 |              | ¡Vivan los niños!               |                                 |
| 2001 |              | El Secreto                      |                                 |
| 1998 | Camila       | Camila                          | Miguel                          |
| 1996 |              | Canción de amor                 |                                 |
| 1994 | Marimar      | Marimar                         | Sergio Santibáñez               |
| 1992 |              | Baila conmigo                   |                                 |
| 1991 |              | Alcanzar una estrella II        |                                 |
| 1990 |              | Alcanzar una estrella           | Eduardo Casablanca/Ramon Santos |
| 1989 |              | Morir para vivir                |                                 |
| 1986 |              | Martín Garatuza                 |                                 |
| 1985 |              | Cementerio del terror           |                                 |
| 1982 |              | Jugemos a cantar                |                                 |